# Tre Brown
Tre Brown (Tulsa, 24 settembre 1997) è un giocatore di football americano statunitense che milita nel ruolo di cornerback per i Seattle Seahawks della National Football League (NFL).

## Carriera

### Seattle Seahawks
Brown al college giocò a football a Oklahoma. Fu scelto nel corso del quarto giro (137º assoluto) nel Draft NFL 2021 dai Seattle Seahawks. Iniziò la stagione regolare in lista infortunati, tornando nel roster attivo il 15 ottobre. La sua prima partita fu contro i Pittsburgh Steelers nel sesto turno mettendo a segno 2 tackle. La sua stagione da rookie si chiuse con 9 placcaggi e un passaggio deviato in 5 presenze, 3 delle quali come titolare.
Il 28 agosto 2022 Brown fu inserito in lista infortunati. Tornò nel roster attivo il 15 novembre e chiuse la sua seconda stagione con 6 presenze, nessuna delle quali come titolare, con 4 placcaggi.
Nel secondo turno della stagione 2023, Brown disputò una delle migliori gare in carriera, facendo registrare un sack, un fumble forzato e un intercetto su Jared Goff ritornato per 40 yard in touchdown. Così facendo interruppe una striscia di passaggi consecutivi senza intercetti di Goff che era la terza più lunga della storia della NFL.

### San Francisco 49ers
Il 12 marzo 2025 Brown firmò con i San Francisco 49ers.